# Massacre du Kantō
 (septembre 2022).
La mise en forme du texte ne suit pas les recommandations de Wikipédia : il faut le « wikifier ».
Les points d'amélioration suivants sont les cas les plus fréquents. Le détail des points à revoir est peut-être précisé sur la page de discussion.
- Les titres sont pré-formatés par le logiciel. Ils ne sont ni en capitales, ni en gras.
- Le texte ne doit pas être écrit en capitales (les noms de famille non plus), ni en gras, ni en italique, ni en « petit »…
- Le gras n'est utilisé que pour surligner le titre de l'article dans l'introduction, une seule fois.
- L'italique est rarement utilisé : mots en langue étrangère, titres d'œuvres, noms de bateaux, etc.
- Les citations ne sont pas en italique mais en corps de texte normal. Elles sont entourées par des guillemets français : « et ».
- Les listes à puces sont à éviter, des paragraphes rédigés étant largement préférés. Les tableaux sont à réserver à la présentation de données structurées (résultats, etc.).
- Les appels de note de bas de page (petits chiffres en exposant, introduits par l'outil «  Source ») sont à placer entre la fin de phrase et le point final[comme ça].
- Les liens internes (vers d'autres articles de Wikipédia) sont à choisir avec parcimonie. Créez des liens vers des articles approfondissant le sujet. Les termes génériques sans rapport avec le sujet sont à éviter, ainsi que les répétitions de liens vers un même terme.
- Les liens externes sont à placer uniquement dans une section « Liens externes », à la fin de l'article. Ces liens sont à choisir avec parcimonie suivant les règles définies. Si un lien sert de source à l'article, son insertion dans le texte est à faire par les notes de bas de page.
- La présentation des références doit suivre les conventions bibliographiques. Il est recommandé d'utiliser les modèles {{Ouvrage}}, {{Chapitre}}, {{Article}}, {{Lien web}} et/ou {{Bibliographie}}. Le mode d'édition visuel peut mettre en forme automatiquement les références.
- Insérer une infobox (cadre d'informations à droite) n'est pas obligatoire pour parachever la mise en page.

Pour une aide détaillée, merci de consulter Aide:Wikification.
Si vous pensez que ces points ont été résolus, vous pouvez retirer ce bandeau et améliorer la mise en forme d'un autre article.
Le massacre du Kantō est un épisode de violence de masse commis au lendemain du Grand séisme du Kantō de 1923 par l'armée, la police et des groupes miliciens japonais, les massacres ont principalement pris la forme d'un pogrom raciste visant les résidents coréens de la région de Kantō, ou des migrants chinois et des Ryūkyū pris pour tels. Par ailleurs, des opérations ciblées menées par la police politique, la Tokkō, ont également visé les leaders syndicalistes, socialistes ou anarchistes et d'autres dissidents. Le massacre est également connu sous le nom de Massacre des Coréens en 1923 pour désigner plus particulièrement le lynchage des résidents coréens.[réf. nécessaire]
Le massacre s'est déroulé sur une période de trois semaines à partir du 1er septembre 1923, jour où un violent tremblement de terre a frappé la région de Kantō. Au cours de cette période, des soldats de l'armée impériale japonaise, des policiers et des groupes miliciens ont assassiné environ 6 000 Coréens de souche et socialistes japonais,,,. Le massacre est nié par les autorités japonaises presque immédiatement après qu'il s'est produit, alors qu'il a été célébré par certains éléments du public. Il continue d'être tour à tour nié et célébré par les groupes de l'extrême-droite japonaise jusqu'à aujourd'hui.

## Chronologie

### 1erseptembre: un syndicat coréen offre une aide alimentaire
Dans les années qui avaient précédées le séisme, les ouvriers coréens de Yokohama avaient rejoint un syndicat de débardeurs fondé en mars 1920 par l'organisateur japonais de gauche Yamaguchi Seiken (山口正憲). Lors de la manifestation du 1er mai 1923, des membres du syndicat avaient crié des slogans anti-coloniaux, à quoi la police japonaise avait répondu par des arrestations et des abus à l'encontre des manifestants. Le 1er septembre 1923, immédiatement après le tremblement de terre, Yamaguchi et le syndicat s'organisent pour fournir de la nourriture et de l'eau au quartier, y compris en réquisitionnant les fournitures des bâtiments en ruine. La police considérait le syndicat comme un « nid de socialistes » et était probablement perturbée par le programme de secours alimentaire bien organisé:108.

### 1eret 2 septembre: la police répand de fausses rumeurs et donne la permission de tuer
Le chef de la police de la préfecture de Kanagawa, Nishizaka Katsuto, a rapporté par la suite que dans la nuit du 1er septembre, il avait confié à ses chefs de district « une certaine mission pour faire face à la situation d'urgence », dont il a refusé de décrire les détails:97. Vers la fin de sa vie, Nishizaka a déclaré à un intervieweur que « quelqu'un a dû dire que les "Coréens irresponsables" étaient dangereux en une telle période de confusion »:104.
Selon plusieurs rapports de témoins japonais, à partir de la nuit du 2 septembre, des policiers de Yokohama, Kanagawa et Tokyo ont commencé à faire savoir aux habitants qu'il était permis de tuer des Coréens. Certains donnaient ces consignes au conditionnel, comme tuer les Coréens s'ils résistaient à leur arrestation, mais d'autres étaient plus directs : « tuez tous les Coréens qui entrent dans le quartier » ou « tuez tous les Coréens que vous trouvez »:98–99. Dans le même temps, des policiers ont participé activement à propager des rumeurs accusant les Coréens d'être responsable de nombreux crimes et poussant les Japonais à utiliser la violence pour se défendre. Dans la nuit du 2 septembre, alors que la police organisait une bande armée pour tuer des Coréens dans la zone de Noge à Yokohama, l'un des policiers organisateurs a déclaré à un journaliste que des Coréens avaient été arrêtés avec une liste de quartiers à brûler, transportant de l'essence et du poison pour les puits:105. Dans la ville de Yokosuka, des policiers ont déclaré aux habitants que des coréens violaient des femmes japonaises, incitant les hommes japonais à former des bandes armées et au lynchage:111. À Bunkyō, la police a déclaré de façon mensongère que les Coréens avaient empoisonné l'approvisionnement en eau et en nourriture:146. Le rapport final de Nishizaka sur le massacre reconnaît dans une annexe secrète que toutes ces rumeurs étaient fausses:115,:92.

### Du 2 au 9 septembre: des lynchages japonais massacrent des Coréens et d'autres

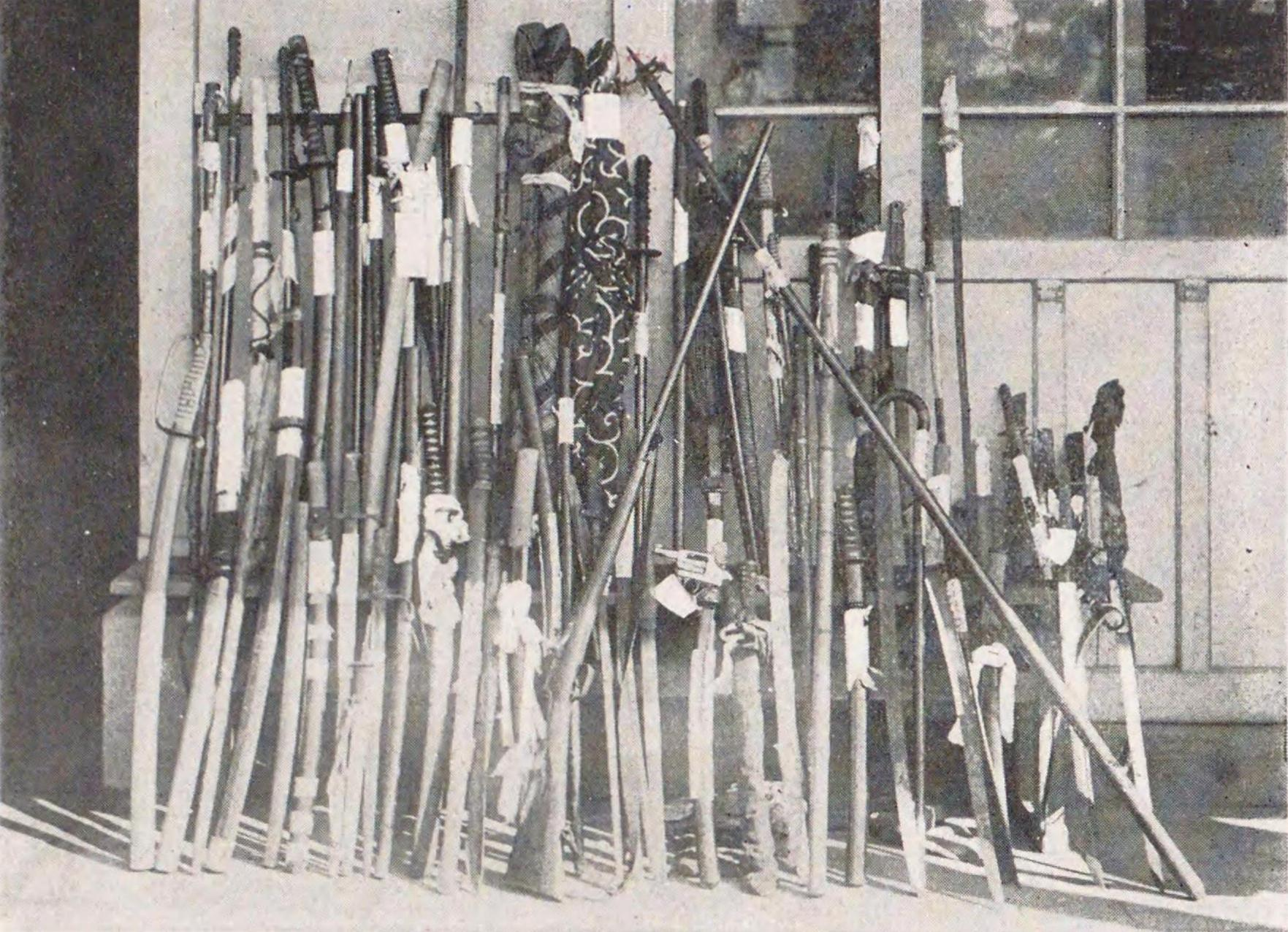
Armes de miliciens conservées au poste de police d'Ushigome-Kagurazaka, 1923.

À partir du 2 septembre, à la suite des rumeurs lancées par la police, des citoyens japonais s'organisent en bandes d'autodéfense. Les membres de ces groupes miliciens se sont armés de lances en bambou, de gourdins, d'épées japonaises et de fusils et ont commencé à interpeller dans la rue des survivants du séisme, à la recherche d'étrangers. Les meurtres racialement motivés ont alors commencé, ceux que l'on croyait être Coréens ou Chinois ont été assassinés sur place. Les personnes qui portaient des vêtements coréens ou chinois étaient immédiatement tuées, les ressortissants d'autres groupes minoritaires ont été également visé, comme les migrants des Ryūkyū dont les langues étaient difficiles à comprendre pour les Japonais et les étrangers.
Le matin du 3 septembre, le ministère de l'Intérieur envoie un message aux postes de police de la capitale encourageant la propagation des rumeurs et de la violence, déclarant qu' « il y a un groupe de personnes qui veulent profiter des catastrophes. Soyez prudent car les Coréens planifient le terrorisme et le vol par des incendies criminels et des bombes »:73.
Les Coréens, Chinois et Ryukyuéens se sont vus contraints d'adopter des stratégies afin de cacher leur identité, pour cela, ils ont revêtus des vêtements japonais. Ils ont également essayé de prononcer correctement des schibboleths qui leur étaient imposés, tels que "十五円五十銭" (15 yens et 50 sen), avec des voyelles allongées difficiles. Ceux qui échouaient à ces tests étaient tués. Pendant ce temps, non seulement les Coréens, mais aussi les Chinois, les Ryukyuéens et les étrangers étaient tous étiquetés comme Coréens. Certains journalistes venus à Tokyo ont été pris pour des Coréens et tués en raison de différences dans leurs prononciations. Les massacreurs ne faisaient pas de distinction selon le sexe ou l'âge des victimes. Lorsque le massacre a atteint son apogée, les rivières Sumidagawa et Arakawa qui traversaient Tokyo étaient teintèes de sang.
Bien plus tard, le cinéaste Akira Kurosawa, qui était enfant à l'époque, a témoigné sa stupéfaction en assistant au comportement irrationnel de la foule.
De mes propres yeux, j'ai vu une foule d'adultes aux visages tordus se précipiter comme une avalanche dans la confusion, criant : « Par ici ! » « Non, par là ! » Ils poursuivaient un homme barbu, pensant que quelqu'un avec autant de poils sur le visage ne pouvait pas être japonais… Simplement parce que mon père avait une pleine barbe, il était entouré d'une foule portant des gourdins. Mon cœur battait la chamade en regardant mon frère, qui était avec lui. Mon frère souriait sarcastiquement…
Afin d'échapper au massacre, certains Coréens cherchent à se mettre en sécurité dans les postes de police. Mais à certains endroits les foules de lyncheurs ont fait irruption dans les postes de police et les ont fait sortir. Dans d'autres cas, les policiers eux-mêmes ont remis des groupes de Coréens à des miliciens locaux, qui les ont tués. L'arrivée d'étrangers et d'autres personnes à Tokyo signifiait la mort. La police a continué d'aider aux meurtres ou a répondu passivement aux rapports de meurtre. En revanche, les Yakuza, qui acceptaient les Coréens parmi leurs membres, ont protégé des Coréens du lynchage.
Les bandes armées et les troupes de l'armée japonaise ont brûlé les corps de Coréens afin de détruire les preuves de meurtre:93. Des rapports officiels japonais en septembre ont affirmé que seuls cinq coréens avaient été tués, et même plusieurs années après, le nombre de décès reconnus est resté de l'ordre de quelques centaines. Après le massacre, les survivants coréens ont minutieusement documenté l'étendue du massacre. Sur la base de leurs témoignages, de témoignages oculaires japonais et de recherches universitaires supplémentaires, les estimations actuelles du nombre de morts vont de 6 000 à 9 000:167–8. Environ 20 % de la population coréenne de Tokyo et entre 50 et 90 % de celle de Yokohama a été tuée:93.

### 3-16 septembre: la police et l'armée assassinent des dirigeants de gauche
Au milieu de la violence de la foule, la police régionale et l'armée impériale ont utilisé le prétexte des troubles civils pour liquider les dissidents politiques. Des socialistes comme Hirasawa Keishichi (ja) (平澤計七) et le leader communautaire chinois Wang Xitian (王希天), ont été enlevés et tués par la police locale et l'armée impériale, qui ont affirmé que les radicaux avaient l'intention d'utiliser la crise comme une opportunité pour renverser le gouvernement japonais ,.
Dans un cas particulièrement flagrant connu sous le nom d'incident d'Amakasu, le couple Sakae Ōsugi et Noe Itō, deux anarchistes, syndicalistes et féministes, ont été exécutés en compagnie de leur neveu de six ans par la kempeitai sous le commandement de l'officier de l'armée impériale Masahiko Amakasu. Les corps des parents et de l'enfant ont ensuite été jetés dans un puits. L'incident a créé l'indignation nationale et Amakasu a été condamné à dix ans de prison, mais n'en aura purgé que trois.

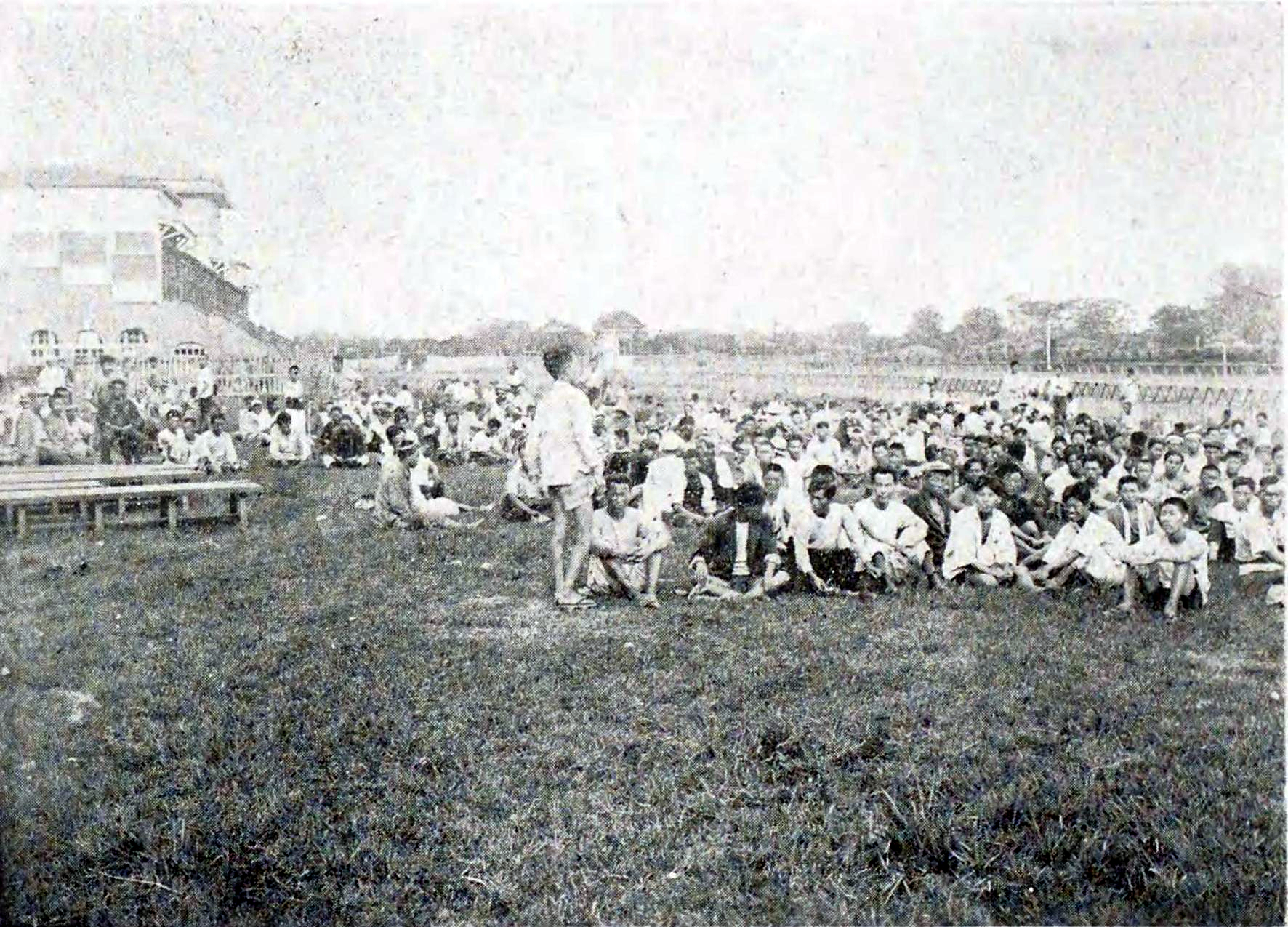
Camp d'internement pour les Coréens protégés (hippodrome de Meguro) géré par la police métropolitaine de Tokyo, 13 septembre 1923.

À partir du 18 septembre, le gouvernement japonais arrête 735 participants au massacre. Cependant, le gouvernement n'avait aucune intention de traiter et de condamner les auteurs de lynchages comme le seraient des meurtriers. En novembre, le Tokyo Nichi Nichi Shimbun a rapporté que pendant les procès, les accusés et les juges souriaient et riaient en racontant les lynchages. L'accusation a recommandé des peines légères.
Alors que la nouvelle des lynchages se répand dans la communauté coréenne, des milliers de personnes tentent de fuir la ville. La police de Tokyo charge la Sōaikai (相愛会), une association coréenne collaborationniste, de retenir les Coréens en fuite et de les regrouper dans des camps dans le quartier de Honjo. Le chef de la police de Tokyo, Maruyama Tsurukichi, avait ordonné à la Sōaikai de confiner les Coréens dans ces camps pour les empêcher de répandre la nouvelle du massacre à l'étranger. La Sōaikai a finalement ordonné à 4 000 Coréens d'effectuer un travail non rémunéré pour nettoyer les ruines de la ville pendant plus de deux mois.

## Retombées
Le 5 septembre, après la reconnaissance par le Premier ministre du Japon que des homicides illégaux avaient eu lieu, les autorités de Tokyo se sont rencontrés secrètement pour discuter d'un moyen de nier et de minimiser le massacre. Exposant leurs plans dans un mémorandum, ils sont convenus de minorer le nombre de morts, de rejeter la responsabilité des rumeurs de violence coréenne sur l'organisateur syndical Yamaguchi Seiken, de piéger des Coréens innocents en les accusant d'avoir participer à de véritables émeutes. Ce plan a été exécuté dans les mois suivants. L'interdiction de rapporter le nombre de décès a été respectée par tous les journaux, tandis que les responsables ont affirmé que seules cinq personnes étaient décédées. Le 21 octobre, près de deux mois après le début du massacre, la police locale a arrêté 23 Coréens, levant simultanément l'interdiction afin que les premières informations sur l'ampleur du massacre soient mélangées aux fausses arrestations:94.
Yamaguchi est accusé publiquement par des responsables japonais d'avoir lancé les rumeurs d'émeutes coréennes, mais cette accusation logiquement incohérente n'a jamais été officialisée. Après avoir été maintenu en prison pendant plusieurs mois, il n'est finalement poursuivi que pour avoir redistribué aux survivants du séisme de la nourriture et de l'eau récupérées dans des maisons en ruine sans l'autorisation des propriétaires de celles-ci,:110. En juillet 1924, il est condamné à deux ans de prison ; on ne sait pas s'il a survécu à son emprisonnement.
À Séoul, les journaux coréens ont été empêchés de recevoir des informations sur le massacre par la police:76. Deux témoins coréens qui étaient parvenu à fuir Tokyo et qui s'étaient précipités à Séoul pour rapporter la nouvelle ont été arrêtés pour « diffusion de fausses informations » et le reportage à leur sujet a été complètement censuré:107. Lorsque la nouvelle du massacre a atteint la péninsule coréenne, le Japon a tenté d'apaiser les Coréens en distribuant des films dans tout le pays montrant que les Coréens étaient bien traités. Ces films auraient été mal accueillis:168. Le gouverneur général de Corée a versé 200 yens d'indemnisation à 832 familles de victimes du massacre, alors même que le gouvernement japonais en métropole n'avait admis qu'environ 250 morts. Le gouverneur général a également publié et distribué des tracts de propagande avec de « belles histoires » (bidan, 美談) de Japonais protégeant les Coréens des lynchages:115. Le chef de la police Nishizaka lui-même a diffusé des récits bidan de policiers héroïques protégeant les Coréens, dont il a admis plus tard dans une interview qu'ils avaient été soigneusement sélectionnés pour omettre les aspects peu flatteurs:104.

## Réécriture et négationnisme japonais
Après les massacres, le ministre de la Marine, Takarabe Takeshi, a fait l'éloge des lyncheurs japonais pour leur « esprit martial », les décrivant comme un résultat réussi de la conscription militaire:114. Des kamishibai, pièces de théâtre sur papier, ont été jouées pour les enfants qui dépeignaient le massacre avec des illustrations vives et sanglantes. Les artistes incitaient les enfants à encourager les foules au lynchage alors qu'ils tuaient des « Coréens dangereux »:182. En 1927, une histoire officielle de la ville de Yokohama affirmait que les rumeurs d'attaquants coréens avaient « une certaine base en fait »:116. En 1996, l'historien J. Michael Allen a fait remarquer que le massacre est « peu connu en dehors de la Corée »:85.
Dans les années 2010, les livres niant le massacre et reproduisant la version gouvernementale de 1923 sont devenus des best-sellers réguliers. En avril 2017, le Bureau du Cabinet a supprimé de son site internet les preuves historiques et la reconnaissance du massacre, provoquant une polémique.
Début 2017, la maire de Tokyo, Yuriko Koike, a brisé des décennies de précédent en refusant de reconnaître le massacre ou d'offrir ses condoléances aux descendants des survivants, affirmant que la question de savoir si un massacre s'était produit était un sujet de débat historique. En juillet 2020, Koike a été réélu maire de Tokyo par une victoire écrasante. Le 28 octobre 2022, il est révélé que l'administration de Yuriko Koike a censuré un court-métrage parce qu'il mentionnait le massacre des Coréens de 1923, alors qu'il devait être projeté lors d'une exposition organisée par le Tokyo Metropolitan Human Rights Promotion Center.
En septembre 2020, un groupuscule négationniste japonais a organisé un rassemblement à Sumida appelant à la démolition d'un mémorial du massacre situé dans le parc Yokoamichō, affirmant que le massacre n'avait jamais eu lieu et que le mémorial constituait un « discours de haine contre nos ancêtres ».

## Représentations littéraires et artistiques
Les récits d'avant-guerre des Coréens faisaient souvent appel à un lectorat japonais pour panser les blessures causées par les divisions ethniques, tandis que dans l'immédiat après-guerre, le « système impérial » était accusé d'avoir lavé le cerveau des participants au massacre pour agir contre leurs meilleurs instincts. Après les années 1970, de tels appels à la conscience supérieure des gens se sont estompés et le massacre est devenu un marqueur de différence indélébile entre les peuples japonais et coréen et l'ignorance volontaire du peuple japonais à l'égard du massacre. Le roman de 1975 de Ri Kaisei, Tsuihō to jiyū (Exil et liberté, 追放と自由), illustre ce tournant avec un monologue central : « Pouvez-vous garantir que cela ne se reproduira plus ici et maintenant ? Même si vous le faisiez, vos garanties feraient-elles disparaître les cauchemars coréens ? Aucune chance… ».
Alors que le massacre est sorti de mémoire d'homme dans les années 1990, il est devenu une histoire cachée pour les jeunes générations de Coréens de Zainichi. Dans le roman de 2015 Green and Red ("Midori to aka", 『緑と赤』), de la romancière zainichi Fukazawa Ushio (ja) (深沢潮), la protagoniste zainichi apprend l'existence du massacre en le lisant dans un livre d'histoire, ce qui sert à donner un poids excessif à ses craintes concernant le sentiment anti-coréen. Fukazawa souligne que le narrateur est poussé à découvrir cette histoire par anxiété plutôt que d'avoir une compréhension historique préexistante.
Le réalisateur Oh Chongkong (吳充功, 오충공) a réalisé deux films documentaires sur le pogrom : Cicatrices cachées : le massacre des Coréens à Tokyo des rives de la rivière Arakawa à Shitamachi ("Kakusareta tsumeato : Tokyo aragawa dote shūhen kara Shitamachi no gyakusatsu", 隠された爪跡: 東京 荒川 土手 周辺 から 下町 の 虐殺, 1983) et Les Coréens cacrifiés: le grand tremblement de terre de Kanto et le camp Narashino ("Harasagareta chōsenjin: Kantō daishinsai to narashino shūyōjo", 払い下げられた朝鮮人: 関東大震災と習志野収容所, 1986).
Le massacre a fait l'objet de plusieurs pièces de théâtre. En 1924, le dramaturge et espérantiste Ujaku Akita écrit Gaikotsu no buchō ("La Danse des squelettes", 骸骨の舞跳), qui dénonce la culture du silence des Japonais, sa première édition est interdite par la censure japonaise. Il est traduit en espéranto en 1927 sous le nom de Danco de skeletoj:174. Le dramaturge Koreya Senda n'a pas écrit explicitement sur la violence, mais a adopté le pseudonyme "Koreya" après avoir été pris pour un Coréen par la foule. En 1986, un dramaturge japonais, Fukuchi Kazuyoshi (福地一義), découvre le journal de son père, lit le récit du massacre qui y est contenu et écrit une pièce basée sur le récit de son père. La pièce a été brièvement relancée en 2017.
En 2014, l'écrivain Katō Naoki a documenté le massacre dans son livre Septembre dans les rues de Tokyo ("Kugatsu, Tōkyō no rojō de", 九月、東京の路上で). Ce livre a également été traduit en espéranto. Katō continue ensuite de plaider au nom des familles des victimes et de lutter contre le révisionnisme historique.
Dans le roman Pachinko (Min Jin Lee, 2017) et son adaptation en série télévisée, un personnage, le jeune Hansu, s'échappe de Yokohama avec le yakuza, ancien employeur de son père, après le grand tremblement de terre de Kantō et évite la capture par un groupe de miliciens japonais brûlant une grange de Coréens échappant au massacre grâce à l'aide d'un fermier japonais.